# Gemelli Careri

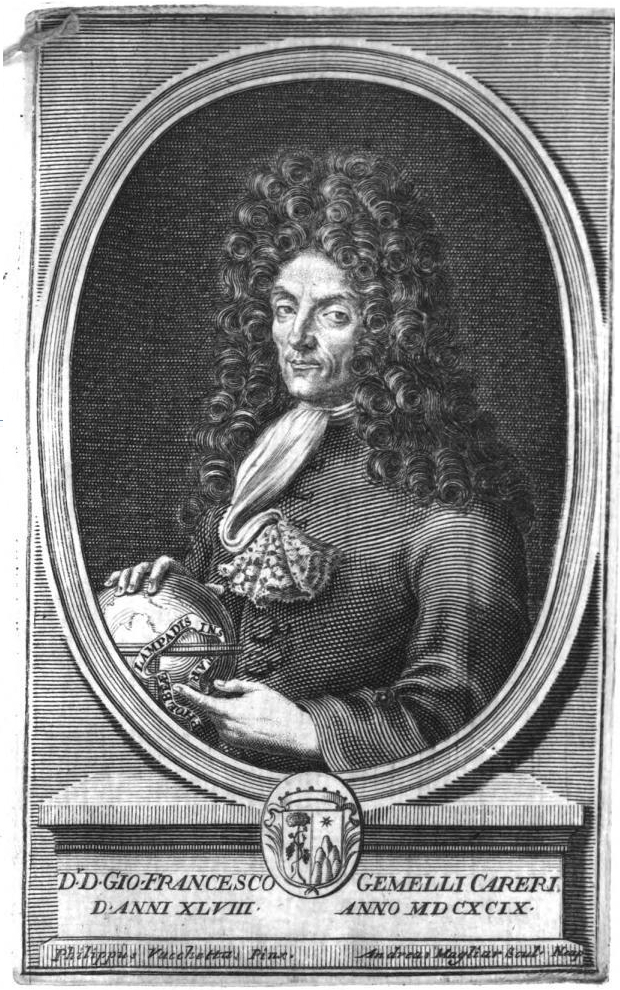

Giovanni Francesco Gemelli Careri (1651 - 1725) foi um aventureiro e viajante italiano do século XVII. Ele foi um dos primeiros europeus a percorrer o mundo, assegurando a passagem de navios envolvidos no comércio; suas viagens, realizadas para o prazer ao invés de lucro, pode ter inspirado A Volta ao Mundo em 80 Dias. Há suspeitas de que ele espionava para o Vaticano em sua jornada.